# Inundaciones en los Estados Unidos de agosto de 2014
En un período de tres días, del 11 al 13 de agosto de 2014, se produjeron inundaciones en Míchigan, Nueva York, particularmente Long Island, y partes de Maryland. Se produjeron numerosos rescates y evacuaciones acuáticas en autopistas y zonas residenciales, que provocaron tres muertes y un herido. Además, se batieron varios récords de precipitaciones en los tres estados principalmente afectados y se emitió una emergencia por inundaciones repentinas para partes del área estadística combinada de Washington y Baltimore.

## Sinopsis meteorológica
Un área de baja presión que se movía lentamente atravesó el este de los Estados Unidos, provocando inundaciones en el sureste de Míchigan que causaron dos muertes. Luego, la vaguada del nivel superior atrajo una columna de humedad del Océano Atlántico. La vaguada, combinada con la columna de humedad, luego se detuvo en las partes norte del Atlántico Medio, provocando altas tasas de precipitaciones.

## Impacto y secuelas

### Míchigan
Se batieron récords de precipitaciones diarias en Detroit, Flint y Saginaw, y Detroit registró su segundo evento de lluvia más intenso el 11 de agosto, donde 4,57 pulgadas (116,1 mm) de lluvia cayeron en el Aeropuerto Metropolitano de Detroit. Los vehículos quedaron sumergidos en partes de la Interestatal 696 y la Interestatal 75. En las zonas suburbanas de Detroit, las precipitaciones máximas registradas fueron de 6,25 pulgadas (158,8 mm). La Asociación Estadounidense del Automóvil recibió más de 700 llamadas de asistencia en 12 horas y las fuertes lluvias provocaron el aumento del nivel del río. En Baker College, cerca de Allen Park, las inundaciones dejaron varados a 60 estudiantes y obligaron a cerrar una parte de la Interestatal 94. El zoológico de Detroit cerró debido a los daños causados por las inundaciones. Durante la inundación se produjeron 32 000 cortes de energía y los daños por inundaciones ascendieron a 1800 millones de dólares.

### Nueva York

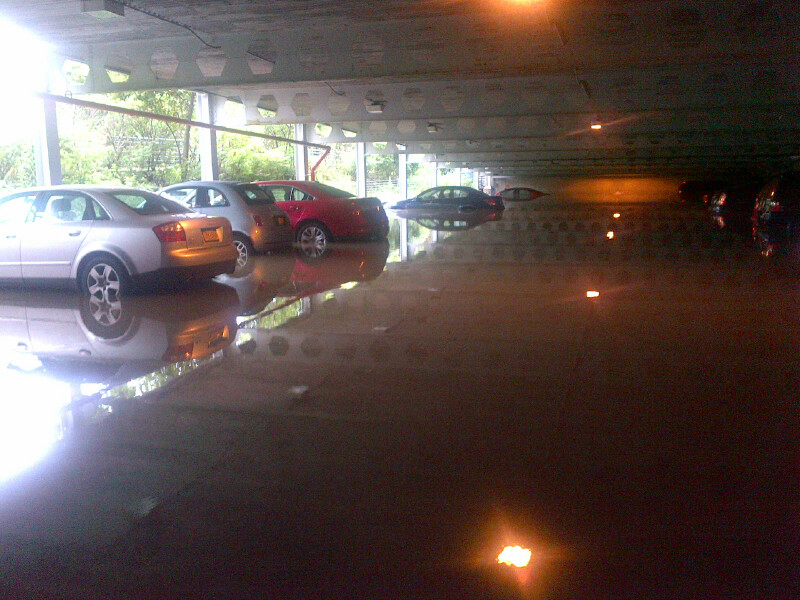
Inundaciones en un estacionamiento en la estación Ronkonkoma.

En Southern State Parkway, 47 vehículos quedaron inundados por las aguas, atrapando a 52 personas. Se cerraron Southern State Parkway y autopista de Long Island, y ferrocarril de Long Island experimentó retrasos importantes. Los vuelos sufrieron retrasos en el aeropuerto MacArthur. 13,57 pulgadas (344,7 mm) cayó en Islip, estableciendo un nuevo récord de precipitaciones en 24 horas para Nueva York. Partes de la Interestatal 495, la Ruta Estatal de Nueva York 27 y Ruta Estatal de Nueva York 135 cerraron. Se pospuso un partido de béisbol en el Yankee Stadium entre los New York Yankees y Baltimore Orioles. Se produjo una muerte y un herido después de un accidente relacionado con el clima en la autopista de Long Island. Se declaró un estado de emergencia para el condado de Suffolk y para la ciudad de Brookhaven, y el alcalde de Islip, Thomas Croci, firmó una declaración de estado de emergencia. Los daños por inundaciones en el estado ascendieron a 35,2 millones de dólares.

### Maryland
En Maryland, se emitieron emergencias por inundaciones repentinas en el área estadística combinada Washington-Baltimore, con el túnel del puerto de Baltimore y partes de Baltimore Beltway cerrados debido a inundaciones. Partes de la Interestatal 295 cerradas entre Baltimore Beltway y Westport, Maryland. El Aeropuerto Internacional de Baltimore-Washington recibió 6,3 pulgadas (160 mm) de lluvia, que, en el área de Baltimore, Maryland, fue el segundo día más lluvioso registrado.

### En otras partes
En Millville, Nueva Jersey, los sótanos se inundaron y algunos se derrumbaron. Cerca de Branford, Connecticut, los vehículos quedaron sumergidos por las inundaciones en la Interestatal 95. También se produjeron inundaciones importantes en Portland, Maine, donde 6,44 pulgadas (163,6 mm) de lluvia cayeron, convirtiéndose en el día más lluvioso en la ciudad no relacionado con un ciclón tropical.